# Franjo Komarica

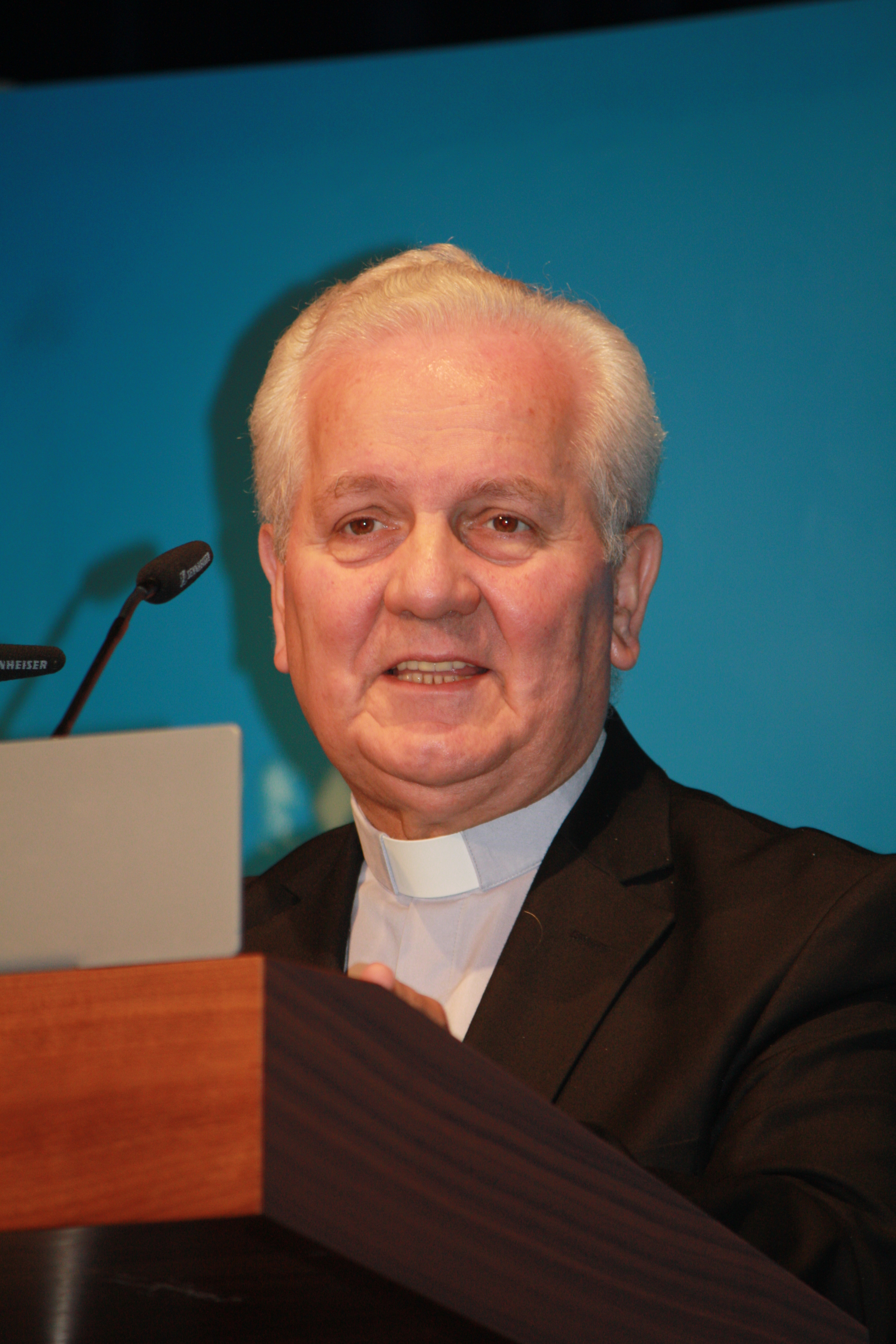
Franjo Komarica, 2011

Wappen von Bischof Franjo Komarica

Franjo Komarica (* 3. Februar 1946 in Novakovići, SR Bosnien-Herzegowina, Jugoslawien) ist ein römisch-katholischer Geistlicher und emeritierter Bischof von Banja Luka. 

## Leben
Der Kroate Franjo Komarica studierte in Innsbruck Theologie und Kirchenmusik; 1978 promovierte Komarica im Fach Liturgiewissenschaft. Seine Priesterweihe für das Bistum Banja Luka erfolgte am 29. Juni 1972.
Papst Johannes Paul II. ernannte ihn am  28. Oktober 1985 zum Weihbischof in Banja Luka und zum Titularbischof von Satafis. Die Bischofsweihe spendete ihm der Papst persönlich am 6. Januar 1986. Mitkonsekratoren waren die Kurienkardinäle Agostino Casaroli und Bernardin Gantin.
Am 15. Mai 1989 ernannte Papst Johannes Paul II. Franjo Komarica zum Bischof von Banja Luka. Seit 2010 ist er Präsident der Bischofskonferenz für Bosnien und Herzegowina. Dieses Amt übte er bereits von 2002 bis 2005 aus.
Bischof Komarica erhielt im Jahre 1997 den Heinrich-Pesch-Preis, der ihm vom Verband der Wissenschaftlichen Katholischen Studentenvereine Unitas verliehen wurde. Durch die Verleihung des Preises sollte sein unermüdlicher Einsatz für Menschenrechte über alle ethnischen, politischen und religiösen Grenzen hinweg gewürdigt werden. Bei der Übergabe des Hans-Pesch-Preises äußerte der Vorsitzende Lothar Roos: „Sie haben angesichts der unermesslichen Leiden, die Sie persönlich, die ihnen anvertrauten Gläubigen und viele andere der auf dem Gebiet Ihrer Diözese lebenden Menschen durch die zurückliegenden kriegerischen Ereignisse erdulden mussten, das Beispiel eines wahrhaft guten Hirten gegeben. Sie haben durch ihr Ausharren, Ihre sozial-karitative Tätigkeit gegenüber den Notleidenden ohne Unterschied der ethnischen Zugehörigkeit und Religion und durch ihr Eintreten für die Würde und Rechte aller Menschen, öffentlich kundgemacht, wofür die Soziallehre der Kirche steht.“ Bischof Franjo Komarica wurde am 6. Dezember 1998 zum Ehrenmitglied des Verbandes der wissenschaftlichen katholischen Studentenvereine Unitas (UV)  ernannt.

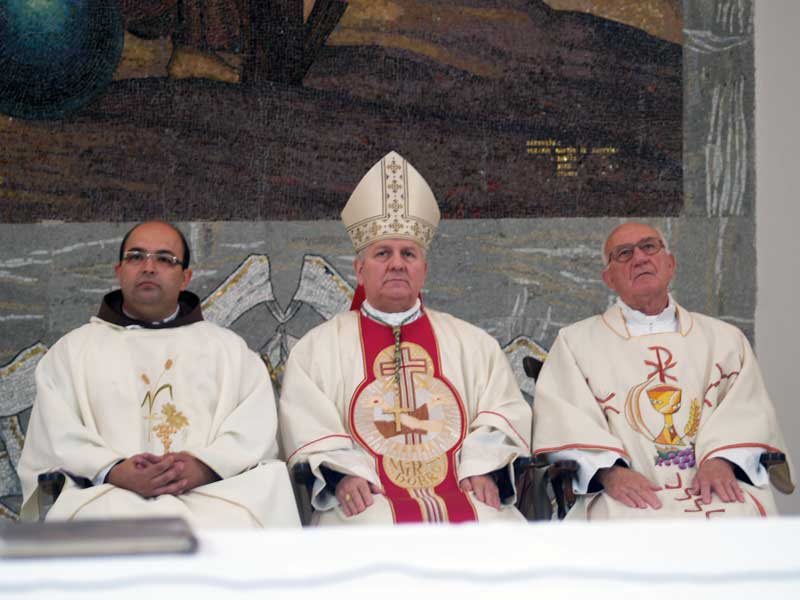
Franjo Komarica

Zudem erhielt Bischof Komarica im Jahr 2005 den Franz-Werfel-Menschenrechtspreis. Die Jury schrieb in ihrer Begründung, dass er „in den Schrecknissen der ethnischen Säuberungen in Bosnien-Herzegowina zu einer moralischen Instanz geworden ist. Er war seit Ausbruch des Krieges in Bosnien und Herzegowina im Jahre 1992 Anwalt für Menschenwürde und Menschenrechte und international gehörte Stimme der Rechtlosen. Er setzte sich für Katholiken, Muslime und Orthodoxe gleichermaßen ein“. Bereits 2002 wurde ihm die Auszeichnung der Coudenhove-Kalergi-Stiftung verliehen.
2006 erhielt Bischof Komarica  den Aschaffenburger Mutig-Preis. Gewürdigt wurde damit „sein unerschrockener und unermüdlicher Einsatz in den Jahren 1992 bis 1995, um bewaffnete Konflikte zu verhindern und um humanitäre Hilfe zu leisten“.
In der ehemaligen Trappistenabtei Maria Stern in Banja Luka, gründete Bischof Franjo Komarica im Jahr 2020 ein Europa-Zentrum für Frieden, Versöhnung und Zusammenarbeit, das er auch nach seiner Emeritierung weiterhin leitet, gemeinsam mit dem ehemaligen Bundespräsidenten Christian Wulf und einem Komitee.
Am 8. Dezember 2023 nahm Papst Franziskus das altersbedingte Rücktrittsgesuch von Franjo Komarica an.

## Veröffentlichungen
- In Verteidigung der Entrechteten. Eine Auswahl der Dokumente des Bischofs und des bischöflichen Ordinariats von Banja Luka aus den Kriegsjahren 1991–1995. 1997, in mehrere europäische Sprachen übersetzt.
- Liebe.Macht.Erfinderisch. – Enthüllungen. Autor Winfried Gburek im Gespräch mit Bischof Dr. Franjo Komarica, Berlin 2015, ISBN 978-3-7375-4180-0.